# Michal Ajvaz
Michal Ajvaz, né à Prague (Tchécoslovaquie) le 30 octobre 1949, est un romancier, poète et traducteur tchèque, représentant du style littéraire réalisme magique.

## Récompenses et distinctions
- 2012 : prix Magnesia Litera (en)